# Індекс менеджерів із закупівель
Індекс менеджерів із закупівель, англ. Purchasing Managers Index — індекс Національної асоціації менеджерів із закупівель, заснований на дослідженні діяльності менеджерів із закупівель приблизно 300 промислових компаній і характеризує стан ділового клімату. Показник, що перевищує 50, свідчить про пожвавлення економічної активності. Показник нижче 50 вказує на погіршення економічної кон'юнктури.

## Періодичність
Публікується щомісяця (у перший робочий день місяця о 10:00 за E.T.) Національною асоціацією менеджерів із закупівель і містить дані за попередній місяць. 

## Ступінь впливу на ринок
Високий. Індекс вважається одним з найточніших індикаторів поточного стану промислового сектора.

## Субіндекси
Індекс Національної асоціації менеджерів із закупівель включає дев'ять субіндексов:  
- обсяг нових замовлень
- обсяг виробництва
- рівень зайнятості
- обсяг поставок
- рівень запасів
- рівень цін
- обсяг нових замовлень на експорт
- обсяг нових замовлень на імпорт
- обсяг невиконаних замовлень

Ці субіндекси використаються для прогнозування обсягу промислового виробництва, індексу цін виробників, обсягу замовлень промислових підприємств, рівня зайнятості в промисловості, а також для розрахунку випереджальних економічних індикаторів.